# Partido Liberal (México)

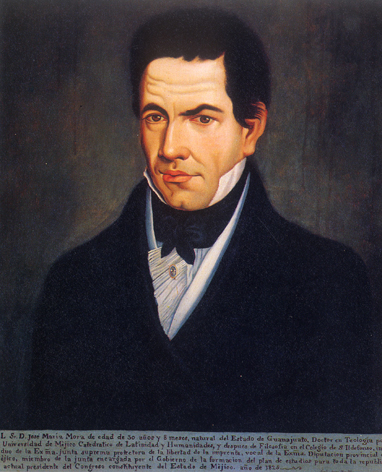
José María Luis Mora, fundador del Partido Liberal

El Partido Liberal fue un partido mexicano fundado a principios del siglo XIX[cita requerida] y en el que participaron personajes como José María Iglesias, Benito Juárez y Porfirio Díaz.
Al consumarse la Independencia de México en 1821, la vida política mexicana estuvo alterada por constantes pugnas entre liberales y conservadores. El Partido Liberal promulgó la Constitución Federal de 1857 que, junto con el Plan de Ayutla (1854) y otras reformas liberales, polarizó la sociedad mexicana, hasta derivar en la Guerra de Reforma (1857-1861), la Segunda Intervención Francesa en México (1862-1867) y el Segundo Imperio Mexicano (1863–1867).

## Gobernantes liberales

### Presidentes durante la Primera República Federal
- Guadalupe Victoria
- Vicente Guerrero
- Melchor Múzquiz
- Manuel Gómez Pedraza
- Valentín Gómez Farías
- Antonio López de Santa Anna

### Presidentes durante la República Centralista
- Antonio López de Santa Anna
- José Joaquín de Herrera

### Presidentes durante la Segunda República Federal
- Valentín Gómez Farías
- Antonio López de Santa Anna
- Pedro María Anaya
- José Joaquín de Herrera
- Mariano Arista
- Juan Bautista Ceballos
- Juan Álvarez
- Ignacio Comonfort

### Presidentes durante la Guerra de Reforma y la Segunda Intervención Francesa
- Benito Juárez

### Presidentes durante la República Restaurada
- Benito Juárez
- Sebastián Lerdo de Tejada
- José María Iglesias

### Presidentes durante el Porfiriato
- Porfirio Díaz
- Juan N. Méndez
- Manuel González